# Vazzano
Vazzano (Vazzànu in calabrese) è un comune italiano di 925 abitanti della provincia di Vibo Valentia. È adagiato su un colle a circa 350 metri di altitudine sul versante occidentale delle Serre calabresi.
Le attività economiche del paese sono concentrate sull'agricoltura e sull'allevamento, praticati nelle campagne circostanti. È usanza festeggiare San Nicola (6 dicembre) col raduno dei giovani nelle strade notturne del paese. Diversi sono i piatti tipici: ndianu e pizzateia sono quelli maggiormente consumati durante questa festività.

## Società

### Evoluzione demografica
Abitanti censiti

## Infrastrutture e trasporti
Il comune è interessato dalle seguenti direttrici stradali:
- delle Serre
- Trasversale delle Serre

## Amministrazione
| Periodo         | Periodo         | Primo cittadino  | Partito                         | Carica                    | Note |
| --------------- | --------------- | ---------------- | ------------------------------- | ------------------------- | ---- |
| 23 aprile 1995  | 13 giugno 1999  | Domenico Urzetta | lista civica di centro-sinistra | sindaco                   |      |
| 13 giugno 1999  | 13 giugno 2004  |                  | lista civica                    | sindaco                   |      |
| 13 giugno 2004  | 17 gennaio 2007 |                  | lista civica di centro-sinistra | sindaco                   |      |
| 17 gennaio 2007 | 28 maggio 2007  |                  |                                 | commissario straordinario |      |
| 28 maggio 2007  | 7 maggio 2012   | Antonino Mirenzi | lista civica                    | sindaco                   |      |
| 7 maggio 2012   | 12 giugno 2017  | Domenico Villì   | lista civica Vazzano sei tu!    | sindaco                   |      |
|                 |                 |                  |                                 | Sindaco                   |      |
|                 |                 |                  |                                 | Sindaco                   |      |